# Contorsionismo

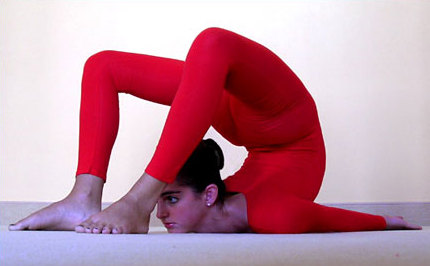
Backbend

Il contorsionismo è una particolare disciplina acrobatica che prevede l'assunzione di posizioni del corpo innaturali per la maggior parte delle persone. I contorsionisti hanno un'insolita flessibilità articolare naturale, che viene aumentata da un severo allenamento.
Come disciplina a sé stante è praticata nei contesti del circo, però anche chi pratica alcuni sport come la ginnastica ritmica presenta notevoli capacità contorsionistiche.